# Vera Misita
Vera Misita (Prijedor, 24. siječnja 1906. – Zagreb, 25. travnja 1986.) je bila hrvatska kazališna, televizijska i filmska glumica.

## Filmografija

### Televizijske uloge
- "Klupa na Jurjevskom" kao Nikova mama (1972.)
- "Naše malo misto" kao Marjori (1971.)
- "Na licu mjesta" (1963.)

### Filmske uloge
- "Diskrecija zajamčena" (1972.)
- "Družba Pere Kvržice" kao načelnikova žena (1970.)
- "Brak je uvijek riskantna stvar" (1970.)
- "Orkestar" (1969.)
- "Ubistvo na pozornici" (1964.)
- "Carevo novo ruho" kao dama #1 (1961.)
- "Martin u oblacima" kao Darkova poznanica (1961.)
- "Deveti krug" kao tetka (1960.)
- "Orkestar" (1969.)
- "Kurir Tonči - Truba" (1960.)
- "Natječaj za crnu priču" (1960.)
- "Tri Ane" (1959.)
- "Lum i Abner na putovanju" kao vojvotkinja Dubroc (1956.)

## Vanjske poveznice
- Vera Misita u internetskoj bazi filmova IMDb-u (engl.)
- Vera Misita (Hrvatska enciklopedija)